# Tetralonioidella vulpecula
Tetralonioidella vulpecula là một loài Hymenoptera trong họ Apidae. Loài này được Lieftinck mô tả khoa học năm 1944.